# Fatoumatta Jahumpa-Ceesay
Fatoumatta Jahumpa-Ceesay (oft abgekürzt als FJC, geb. 25. Oktober 1957) ist eine gambische Politikerin.

## Leben
Jahumpa-Ceesay ist Tochter von Ibrahima Momodou Garba-Jahumpa, der verschiedene Ministerämter bekleidet hatte, und Halbschwester von Bala Garba-Jahumpa, dem ehemaligen Außenminister Gambias. Sie war mit dem 2015 verstorbenen Politiker Sulayman Masanneh Ceesay verheiratet.
Sie besuchte zunächst die Crab Island Junior Secondary-Schule in Banjul, später die Armitage High School in Janjanbureh und die Gambia High School in Banjul, die sie 1977 abschloss. Im Anschluss nahm sie an verschiedenen Weiterbildungen im Bereich Journalismus teil, ehe sie als Sprecherin bei Radio Gambia und 1993 für Gambia Airways arbeitete. Als freie Mitarbeiterin schrieb sie für den Daily Observer und The Point Newspaper.

## Politische Karriere
1985 wurde sie als Stadträtin in den Banjul City Council berufen und wurde 1989 erste weibliche Beigeordnete (Deputy Mayor) in Banjul. Von 1997 bis zum 2002 war sie Direktorin des Büros für Presse und Öffentlichkeitsarbeit des Präsidenten Yahya Jammeh. 2002 wurde sie vom Präsidenten zur Abgeordneten der National Assembly für dessen Partei Alliance for Patriotic Reorientation and Construction (APRC) ernannt.
Zudem wurde sie als gambische Vertreterin in die Commonwealth Parliamentary Association und das Parlament der Westafrikanischen Wirtschaftsgemeinschaft (ECOWAS) entsandt, wo sie stellvertretende Sprecherin war. Im Rahmen ihrer Tätigkeiten dort war sie vor allem als Wahlbeobachterin aktiv.
2007 wurde sie erneut in die Nationalversammlung berufen und zur Parlamentssprecherin ernannt. Damit folgte sie auf Belinda Bidwell. Im Juni 2009 wurde die Nominierung in die Nationalversammlung vom Präsidenten widerrufen, sodass sie damit zugleich das Amt als Parlamentssprecherin verlor. Nach ihr übernahm Elizabeth Renner dieses Amt. In der Folgezeit zog sie nach Dakar um.
Anfang Januar 2017 forderte sie Jammeh in einem offenen Brief auf, das Ergebnis der für ihn verlorene Präsidentschaftswahl in Gambia 2016 anzuerkennen. Im Februar 2018 kündigte sie die Gründung einer eigenen Partei an. 2019 war sie zusammen mit dem früheren Kabinettsmitglied Yankuba Touray angeklagt wegen der Beeinflussung von Zeugen, die von der Truth, Reconciliation and Reparations Commission (TRRC) geladen waren; die Staatsanwaltschaft zog die Anklage im April 2019 zurück.
Im Mai 2022 wurde sie von der APRC, die bei der Präsidentschaftswahl 2021 die National People’s Party (NPP), die Partei des amtierenden und wiedergewählten Präsidenten Adama Barrow unterstützt hat, zur Generalsekretärin ernannt. Im darauffolgenden Monat ernannte Barrow sie zur Hochkommissarin Gambias in Südafrika. Die Ernennung erstreckt sich auf Botswana, Eswatini, Lesotho, Malawi, Namibia, Sambia und Simbabwe. Die oppositionelle United Democratic Party (UDP) klagte gegen ihre Ernennung, weil diese aufgrund ihrer Tätigkeit für die APRC verfassungswidrig sei. Die Klage wurde im Dezember 2024 in letzter Instanz vom Supreme Court abgewiesen. Bereits im Februar 2024 gab die APRC bekannt, dass Jahumpa-Ceesay von ihrer Parteiamt zurückgetreten sei.
Sie ist Trägerin des Ordens Order of the Republic of The Gambia als Medaille (2000) und in der Stufe Commander (2009).